# Mellan Vålen
Mellan Vålen är en sjö i Köpings kommun och Skinnskattebergs kommun i Västmanland och ingår i Norrströms huvudavrinningsområde. Sjön är 11,4 meter djup, har en yta på 0,147 kvadratkilometer och befinner sig 84 meter över havet. Sjön avvattnas av vattendraget Vålbäcken.

## Delavrinningsområde
Mellan Vålen ingår i det delavrinningsområde (661617-149646) som SMHI kallar för Mynnar i Hedströmmen. Medelhöjden är 93 meter över havet och ytan är 25,21 kvadratkilometer. Det finns inga avrinningsområden uppströms utan avrinningsområdet är högsta punkten. Vålbäcken som avvattnar avrinningsområdet har biflödesordning 4, vilket innebär att vattnet flödar genom totalt 4 vattendrag innan det når havet efter 172 kilometer. Avrinningsområdet består mestadels av skog (72 procent) och sankmarker (12 procent). Avrinningsområdet har 1,13 kvadratkilometer vattenytor vilket ger det en sjöprocent på 4,5 procent.